# Paragobiodon melanosomus
Paragobiodon melanosomus es una especie de peces de la familia de los Gobiidae en el orden de los Perciformes.

## Reproducción
Es  monógamo.

## Hábitat
Es un pez de Mar y, de clima tropical y asociado a los  arrecifes de coral. 

## Distribución geográfica
Se encuentra desde Madagascar hasta Nueva Guinea, las Islas Ryukyu, el sur de la Gran Barrera de Coral y la Micronesia.

## Observaciones
Es inofensivo para los humanos. 